# 羅哲西
羅哲西（1958年—）是一位華裔美籍古生物學家。專門研究古脊椎动物，特別是哺乳動物進化、生物形態學以及系統分類學。

## 生涯
羅哲西1958年出生於中國，1982年作為第一批中國留學生來到美國。根據中美協議，中國留學生畢業後應返回中國，但1989年中國發生六四事件之後，美國總統老布希同意約8萬名中國學生留在美國。羅哲西和他的妻子就是其中之一。
羅哲西於1982年於南京大學地質系獲得地質學和古生物學學士學位，隨後於1989年在加利福尼亞大學柏克萊分校獲得古生物學博士學位，之後完成關於哺乳動物進化的博士後研究。1991年在哈佛大學獲得生物形態學博士學位。目前，他在芝加哥大學有機體生物學和解剖學系擔任教授。
羅哲西對哺乳動物耳朵和下頜解剖學的起源進行了廣泛的研究。